# McFlurry
McFlurry — торговая марка замороженных мягких дессертов, производимых и продаваемых американской транснациональной сетью ресторанов быстрого питания McDonald’s. Его подают в чашке с дополнительными ингредиентами, такими как фрагменты конфет и печенья, а также сладкие соусы для топпинга. Он был создан в 1995 году Роном Маклелланом, канадским владельцем франшизы McDonald's в Батерсте, штат Нью-Брансуик, а затем в 1997 году он был представлен в США.

## История
McFlurry был создан канадским франчайзи McDonald's Роном Маклелланом (Ron McLellan) в 1995 году в Батерсте, Нью-Брансуик. Первый McFlurry, который был со вкусом печенья Oreo, был продан 7 июня 1995 года. Доказав успех в Батерсте, McDonalds начал предлагать McFlurry в ряде заведений Торонто. В США McFlurry был протестирован в 1997 году в некоторых регионах. К марту 1998 года продукт появился во всех американских и канадских ресторанах и с тех пор постепенно внедрялся в других местах.

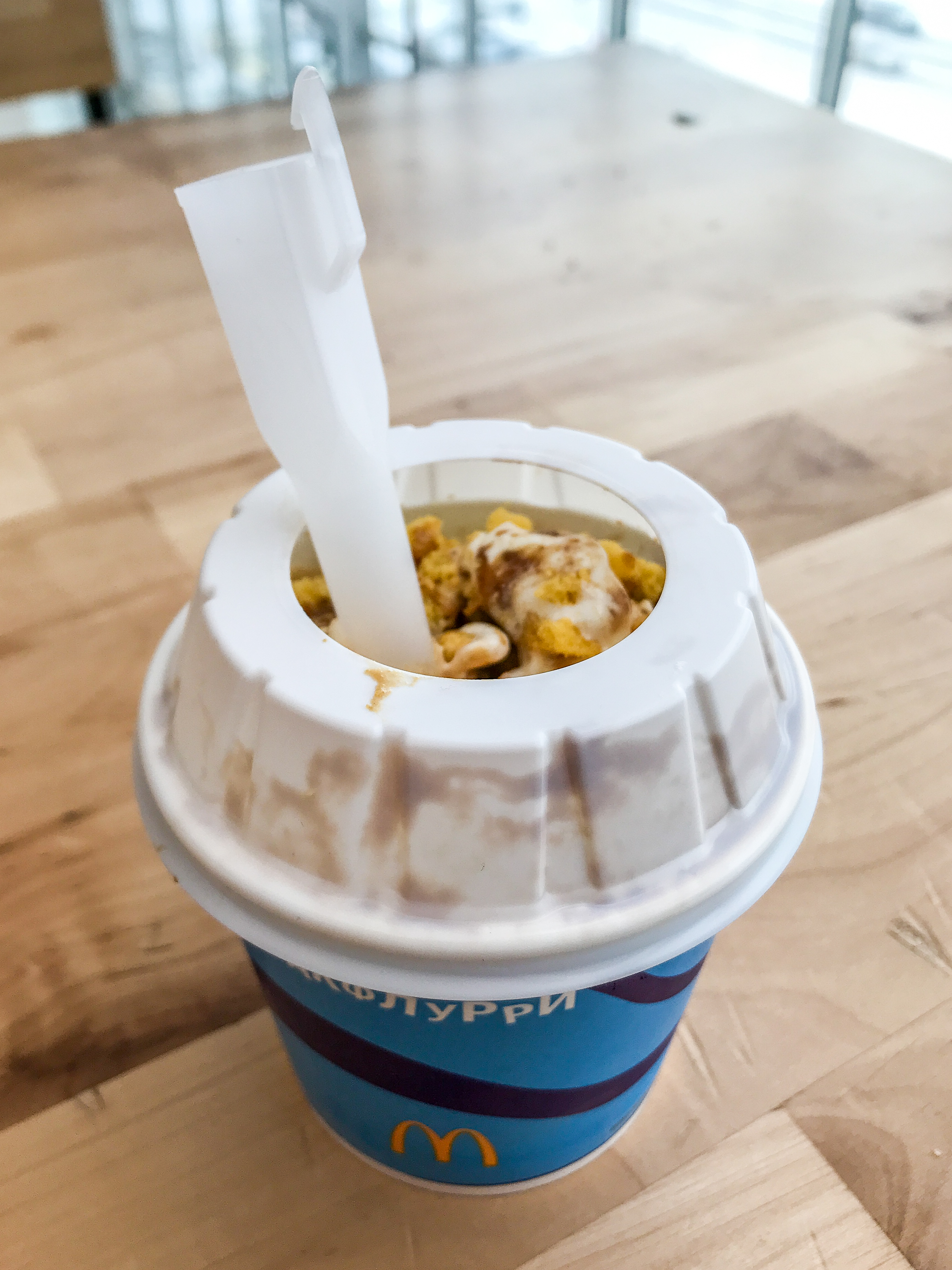
Тирамису McFlurry с крышкой

До сентября 2006 года McFlurry подавался с крышкой контейнера с отверстием, которое было такого размера, что некоторые животные оказывались в ловушке, а их голова застревала внутри выброшенных контейнеров. Протест в Великобритании, особенно в защиту европейских ежей, вызвал изменение формы контейнера. После «значительных исследований и дизайнерских испытаний» (англ. «significant research and design testing») компания решила проблему в 2006 году, уменьшив размер отверстия, чтобы предотвратить проникновение головы животного. В июне 2019 года компания McDonald's объявила, что планирует прекратить использование крышек на McFlurrys в Соединённом Королевстве к сентябрю 2019 года в рамках мер по сокращению использования одноразового пластика сетью. Тем не менее, в по состоянию на сентябрь 2023 года крышки с круглыми отверстиями всё ещё используются на некоторых других рынках.

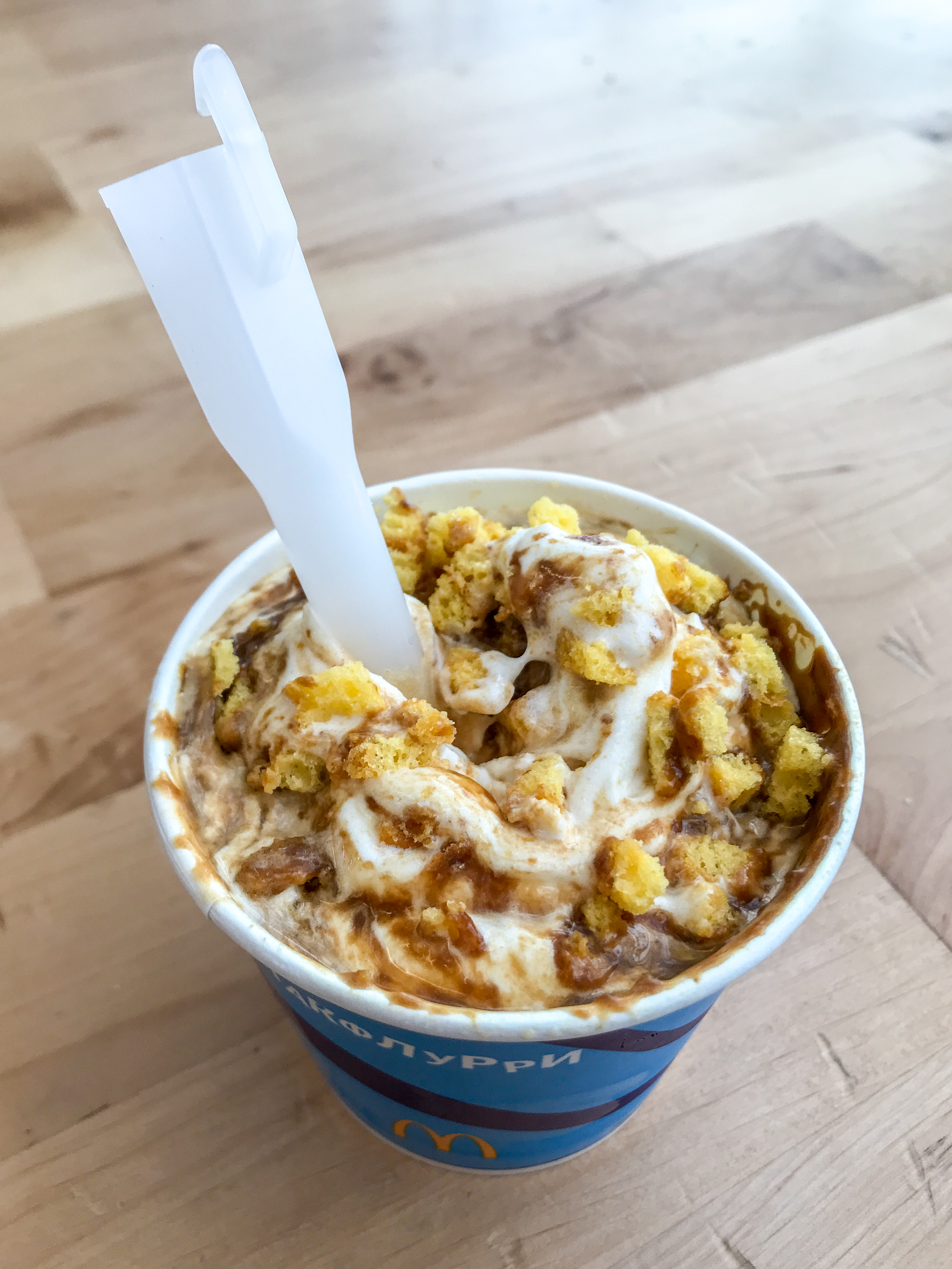
Тирамису McFlurry без крышки

«Студия 30» занимала видное место в сюжете 11 серии 3 сезона «День Святого Валентина». Хотя некоторые комментаторы интерпретировали заметность продукта в эпизоде как деспотичный продакт-плейсмент, позже сообщалось, что компания McDonald's не платила за его показ, и продюсеры сериала даже беспокоились, что McDonald's может подать на них в суд за показ этого фильма без разрешения.

## Приготовление
McFlurry состоит из взбитого, мягкого мороженого McDonald's со вкусом ванили в чашке. Продукт имеет специально разработанную ложку с отверстием в ручке, которая прикреплена к блендеру. В чашку добавляются различные виды конфет или печенья, которые затем смешиваются с мороженым с помощью ложки. Вкусы McFlurry варьируются от рынка к рынку, и регулярно появляются новые вкусы.
Мороженое в McFlurry — это то же самое, что McDonald's использует для своих рожков и мороженого. Мороженое изготовлено из пастеризованного молока при сверхвысоких температурах (UHT), обогащённого метилцеллюлозой. CNBC сообщил, что с конца 2016 года McDonald's начал постепенно отказываться от искусственных ароматизаторов в своём ванильном мороженом. Это изменение стало частью усилий по восстановлению более чем 500 миллионов посещений клиентов, которые были потеряны с 2012 года.

## Обзоры
Несмотря на то, что Уил Фултон (Wil Fulton) и Кэт Томпсон (Kat Thompson) из Thrillist называли McFlurry «быстрым попурри из желеобразного, безобидного мороженого» (англ. «a quick-serve medley of gelatinous, innocuous ice cream that some reviewers might consider closer to caulk than dairy»), поместив его в конец своего списка 13 лучших десертов быстрого питания. Дэн Майерс (Dan Myers) из The Daily Meal включил Oreo McFlurry в свой список 10 лучших десертов быстрого питания, сказав: «Вам будет трудно встретить кого-то, кто не является поклонником этого сладкого угощения» (англ. «You'd be hard-pressed to encounter anyone who isn't a fan of this sweet treat»).